# Taichang
Taichang (泰昌) (Pechino, 28 agosto 1582 – Pechino, 26 settembre 1620) è stato un imperatore cinese della dinastia Ming.

## Biografia

### Una giovinezza caotica
Zhu Changluo , nacque nel decimo anno di regno del padre, l'Imperatore Wanli. Sua madre Wang (王氏), era membro della servitù della madre dell'imperatore, l'imperatrice vedova Li. Appena saputo della sua gravidanza, fu nominata Consorte Gong di secondo grado, non essendo una delle preferite dell'imperatore regnante. Di conseguenza, dopo la sua nascita, il giovanissimo Zhu Changluo, fu completamente ignorato dal padre, nonostante in base alla legge di successione Ming, fosse il presunto erede al trono.
Zhu Changluo, passò gran parte della sua vita nel palazzo imperiale dove lottò costantemente per il proprio diritto ad essere riconosciuto erede al trono imperiale. Il padre tuttavia preferì nominare come suo erede, Zhu Changxun, figlio della sua consorte preferita Lady Zheng. Questa decisione causò una durissima opposizione da parte dei suoi ministri confuciani. La diatriba proseguì per diversi anni causando molteplici disordini all'interno dell'amministrazione imperiale, fino a quando nel 1601, l'imperatore decise di porre fine a tutto ciò nominando Zhu Changluo come erede al trono. Nonostante questo formale riconoscimento, le voci di intrighi imperiali che volevano la deposizione dell'imperatore e dell'erede al trono, e l'ascesa al potere dell'ex erede Zhu Changxun, continuarono per diversi anni.

### Il brevissimo regno di Taichang
Il 18 agosto del 1620, l'imperatore Wanli morì e Zhu Changluo ascese al trono dieci giorni dopo con il nome di Tai-Chang che sta a significare "Magnificente prosperità".
I primi giorni del suo brevissimo regno, iniziarono nel migliore dei modi, come anche la storia ufficiale della Dinastia Ming, ricorda. Furono immediatamente revocate numerose tasse che avevano fino a quel momento gravato pesantemente sulla popolazione, diversi importanti incarichi burocratici rimasti vacanti lungo tutto il regno di Wanli ripresero a funzionare, e l'esercito, disposto lungo i confini più problematici dell'impero, ricevette dopo tanto tempo le paghe. Dieci giorni dopo la sua incoronazione, l'imperatore Taichang si ammalò. Le condizioni fisiche dell'imperatore furono così gravi che le celebrazioni per il suo compleanno vennero cancellate.
Il malore consisteva in una gravissima forma di diarrea, causata dall'assunzione di una massiccia dose di lassativi che gli erano stati raccomandati da un ufficiale eunuco, Cui Wensheng (崔文昇). Peggiorate le condizioni di salute, il 25 settembre, l'imperatore decise di prendere come rimedio una pillola rossa, prodotta da un ufficiale di corte di nome Li Kezhuo(李可灼), il quale era un dilettante farmacista. Dopo aver assunto la pillola, l'imperatore si riprese, gli tornò l'appetito e onorò il suo cortigiano. Tuttavia, quello stesso pomeriggio, il sovrano prese una seconda pillola e il giorno dopo fu trovato morto.
La morte dell'imperatore che godeva apparentemente di una buona salute, fu la seconda nell'arco di un mese dopo quella del padre, l'imperatore Wanli. La morte di Taichang causò un'ondata di shock all'interno dell'impero e Li Kezhuo, l'ufficiale che fabbricò le pillole che uccisero l'imperatore, fu al centro di una gravissima controversia che durò fino al 1625, quando il farmacista venne esiliato ai confini dell'impero su ordine del potente eunuco Wei Zhongxian che fu il reale detentore del potere durante il regno dell'imperatore Tianqi, figlio di Taichang.

## Famiglia
- Padre: Imperatore Wanli 万历皇帝
- Madre: Lady Gong 恭妃, postumamente chiamata Imperatrice vedova Xiaojin 孝靖太后.

### Consorti
- Principessa ereditaria Guo 郭氏, più tardi chiamata Imperatrice Xiaoyuanzhen 孝元贞皇后.
- Consorte di Quinto Grado, Wang 王氏, più tardi chiamata Imperatrice vedova Xiaohe 孝和太后.
- Consorte di Settimo Grado, Liu 刘氏, più tardi chiamata Imperatrice vedova Xiaochun 孝纯太后.
- Consorte 'Kang' di Secondo Grado, Li 康妃李氏, comunemente chiamata "Lady Li dell'Ovest" 西李选侍.
- Consorte 'Zhuang' di Secondo Grado, Li 莊妃李氏, comunemente chiamata "Lady Li dell'Est" 东李选侍.
- Consorte di Sesto Grado, Xiao 选侍赵氏.
- Consorte di Sesto Grado, Wang 选侍王氏.
- Consorte di Sesto Grado, Li 选侍李氏.
- Consorte 'Ding-Yi di Secondo Grado 定懿妃.
- Consorte 'Jing' di Secondo Grado 敬妃.

### Figli
- Zhu Youxiao, 朱由校, divenuto poi Imperatore Tianqi, figlio dell'imperatrice vedova Xiaohe.
- Zhu Youxue, 简怀王, figlio dell'imperatrice vedova Xiaohe, morto all'età di quattro anni.
- Zhu Youji, 齐思王, figlio della consorte di sesto grado, Lady Wang, morto all'età di otto anni.
- Zhu Youmo, 怀惠王, figlio della consorte di sesto grado, Lady Li, morto all'età di cinque anni.
- Zhu Youjian, 朱由檢, divenuto poi Imperatore Chongzhen, figlio dell'imperatrice vedova Xiaochun.
- Zhu Youyi, 湘怀王, figlio della consorte 'Ding-Yi' di secondo grado, nato morto.
- Zhu Youshan, 惠昭王, figlio della consorte 'Jing' di secondo grado, nato morto.

### Figlie
- Principessa Huaishu, 怀淑公主, morta all'età di sette anni.
- Principessa Ninde, 宁德公主.
- Principessa Yiping, 遂平公主.
- Principessa LeAn, 乐安公主.